# Fontaine de Brouckère
La fontaine de Brouckère est un monument bruxellois érigé en 1866, Porte de Namur, en hommage à Charles de Brouckère, bourgmestre de la ville de 1848 à 1860.
L'architecte Henri Beyaert est le maître d'œuvre de cette fontaine composée d'un bassin avec une double vasque et un monument central dont le plan original est aussi signé par le sculpteur Victor Van Hove. Le buste de Charles de Brouckère et les sculptures représentant Neptune et Amphitrite conduisant un attelage de dauphins sont de la main d'Édouard Fiers, tandis que le groupe d'enfants tenant des couronnes au sommet du monument est dû à Pierre Dunion.
En 1955, à l'occasion du réaménagement de la Porte de Namur et en préparation des travaux sur la petite ceinture pour l'Exposition universelle de 1958, le monument a été démonté. Il a été réinstallé en 1977 à Laeken, square Palfyn, en face du stade Roi Baudouin.

## Source
- Les fontaines dans la région de Bruxelles-Capitale